# Tokudaiji Sanesada

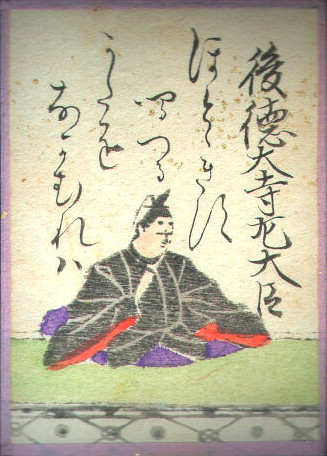
Tokudaiji Sanesada dans le Ogura Hyakunin Isshu.

Tokudaiji Sanesada est un nom japonais traditionnel ; le nom de famille (ou le nom d'école), Tokudaiji, précède donc le prénom (ou le nom d'artiste).
Tokudaiji Sanesada (徳大寺実定) (1139 - 1er février 1192) est un courtisan kugyō et poète japonais de la fin de l'époque de Heian et du début de l'époque de Kamakura. Son père est Tokudaiji Kin'yoshi et sa mère la fille de Fujiwara no Toshitada. Il a deux enfants, Tokudaiji Kinmori et Tokudaiji Kintsugu. Il est le neveu de Fujiwara no Shunzei et le cousin de Fujiwara no Sadaie.

## Biographie
En 1144 il reçoit le titre de noble et en 1156 il est promu jusanmi. Il devient  Gondainagon en 1164 et en 1165 est élevé au poste de shōsanmi. Il est ensuite nommé dainagon en 1177 et konoefu. En 1179, il visite le sanctuaire Itsukushima-jinja avec Taira no Kiyomori, chef du clan Taira, visite relatée dans le Heike Monogatari. En 1183, il est élevé au rang de naidainagon.
La même année, il est impliqué durant le siège du Hōjūjidono au cours duquel Minamoto no Yoshinaka réussit à enlever l'empereur retiré Go-Shirakawa mais est plus tard vaincu par Minamoto no Yoshitsune. Après que Minamoto no Yoritomo, avec l'assentiment de l'empereur retiré Go-Shirakawa, a ordonné la capture de Yoshitsune, Yoritomo assemble un groupe de dix courtisans appelé Giso, parmi lesquels se trouve Sanesada. En 1186 il est nommé udaijin et en 1189, sadaijin et est appelé Go-Tokudaiji Sadaijin (後徳大寺左大臣). Il tombe malade à la fin de 1191, décide de se faire moine bouddhiste et prend le nom de Nyoen (如円). Il meurt au début de 1192 à l'âge de 53 ans.
Il écrit plusieurs livres comme son journal intime Niwa Enju-shō (庭槐抄). Il participe à plusieurs utaawase (concours de waka) et réunit une compilation personnelle de poèmes waka intitulée Rin no Shita-shū (林下集). Quelques-uns de ses poèmes sont inclus dans les anthologies impériales Senzai Wakashū et Shin Kokin Wakashū. Un de ses poèmes est également inclus dans l'anthologie Ogura Hyakunin Isshu.